# Sonata de tardor
Sonata de tardor (títol original en suec: Höstsonaten) és una pel·lícula sueca escrita i dirigida per Ingmar Bergman, nominada a l'Oscar el 1978. Ha estat doblada al català.

## Argument
Explica la història d'una famosa pianista que s'enfronta a la seva filla descurada. Les actrius principals són Ingrid Bergman, Liv Ullmann i Lena Nyman.

## Producció
- La pel·lícula es va rodar a Noruega a causa de problemes d'impostos d'Ingmar Bergman amb el govern de Suècia.  Arxivat 2016-03-03 a Wayback Machine..
- Va ser l'última actuació d'Ingrid Bergman en un llargmetratge que va tenir una versió teatral.
- La pel·lícula va guanyar el 1979 el Globus d'Or a la millor pel·lícula estrangera. També va ser nominada per l'Oscar a la millor actriu (Ingrid Bergman) i per l'Oscar al millor guió original.
- La peça de piano tocada a la pel·lícula és el Preludi Núm. 2 A menor de Chopin.

## Remakes
- Unishe April de Rituparno Ghosh (1994) és una pel·lícula índia en bengalí, que es basa lliurement en aquesta pel·lícula.
- Tehzeeb (2003) és una pel·lícula hindi basada en aquest film.
- La pel·lícula s'esmentava a la pel·lícula de Pedro Almodóvar Tacones lejanos, que també tracta d'una relació conflictiva mare-filla.
- El setembre de 2008 una versió teatral titulada "Sonata de otoño" es va estrenar a Madrid.

## Repartiment
- Ingrid Bergman - Charlotte Andergast
- Liv Ullmann - Eva
- Lena Nyman - Helena
- Halvar Björk - Viktor
- Marianne Aminoff - secretària privada de Charlotte
- Arne Bang-Hansen - Oncle Otto
- Gunnar Björnstrand - Paul
- Erland Josephson - Josef
- Georg Løkkeberg - Leonardo
- Mimi Pollak - instructor de piano
- Linn Ullmann - Eva de petita

## Premis i nominacions

### Premis
- 1979 Globus d'Or a la millor pel·lícula estrangera

### Nominacions
- 1979 Oscar a la millor actriu per Ingrid Bergman
- 1979 Oscar al millor guió original per Ingmar Bergman
- 1979 Globus d'Or a la millor pel·lícula dramàtica
- César a la millor pel·lícula estrangera